# We Shall Overcome (film)
Pour la protest song, voir We Shall Overcome.
Pour plus de détails, voir Fiche technique et Distribution.
We Shall Overcome (Drømmen) est un film danois réalisé par Niels Arden Oplev, sorti en 2006.

## Synopsis
Au Danemark, à la fin des années 1960, un garçon se révolte contre son école. Il est inspiré par le discours de Martin Luther King.

## Fiche technique
- Titre : We Shall Overcome
- Titre original : Drømmen
- Réalisation : Niels Arden Oplev
- Scénario : Steen Bille et Niels Arden Oplev
- Production : Karen Bentzon, Gillian Berrie, Signe Birket-Smith, Peter Garde, Peter Aalbæk Jensen et Sisse Graum Jørgensen
- Musique : Jacob Groth
- Photographie : Lars Vestergaard
- Montage : Søren B. Ebbe
- Costumes : Manon Rasmussen
- Pays d'origine : Danemark
- Format : Couleurs - 1,85:1 - Dolby Digital - 35 mm
- Genre : Drame
- Durée : 109 minutes
- Dates de sortie : 
  - 30 janvier 2006 (Festival international du film de Göteborg)
  - 24 mars 2006 (Danemark)
  - 14 mars 2007 (Belgique)

## Distribution
- Bent Mejding : Lindum-Svendsen
- Anders W. Berthelsen : Freddie Svale
- Jens Jørn Spottag : Peder
- Anne-Grethe Bjarup Riis : Stine
- Peter Hesse Overgaard : Erling
- Sarah Juel Werner : Iben
- Janus Dissing Rathke : Frits
- Elin Reimer : la grand-mère
- Gyrd Løfqvist : le grand-père
- Lasse Borg : Søren
- Daniel Ørum : Troels
- Kurt Ravn : le docteur
- Steen Stig Lommer : le professeur Olsen
- Joy-Maria Frederiksen : la mère d'Iben

## Autour du film
- Le tournage s'est déroulé à Ærø.

## Distinctions

### Récompenses
- 2006 : Festival de Berlin : Ours de cristal du meilleur long métrage.
- 2006 : Ours de verre du meilleur long métrage, lors du Festival de Berlin.[réf. nécessaire]
- 2006 : Meilleur film et meilleur acteur pour Janus Dissing Rathke, lors du Carrousel international du film de Rimouski.
- 2006 : Prix du jury enfant et deuxième place au prix du jury adulte, lors du Festival international du film pour enfant de Chicago.
- 2007 : Bodil du meilleur acteur dans un second rôle pour Bent Mejding.
- 2007 : Robert du meilleur film danois et Robert du meilleur réalisateur

### Nominations
- Bodil du meilleur film, meilleur acteur pour Janus Dissing Rathke et meilleur second rôle masculin pour Jens Jørn Spottag en 2007.